# Chestertown Tea Party

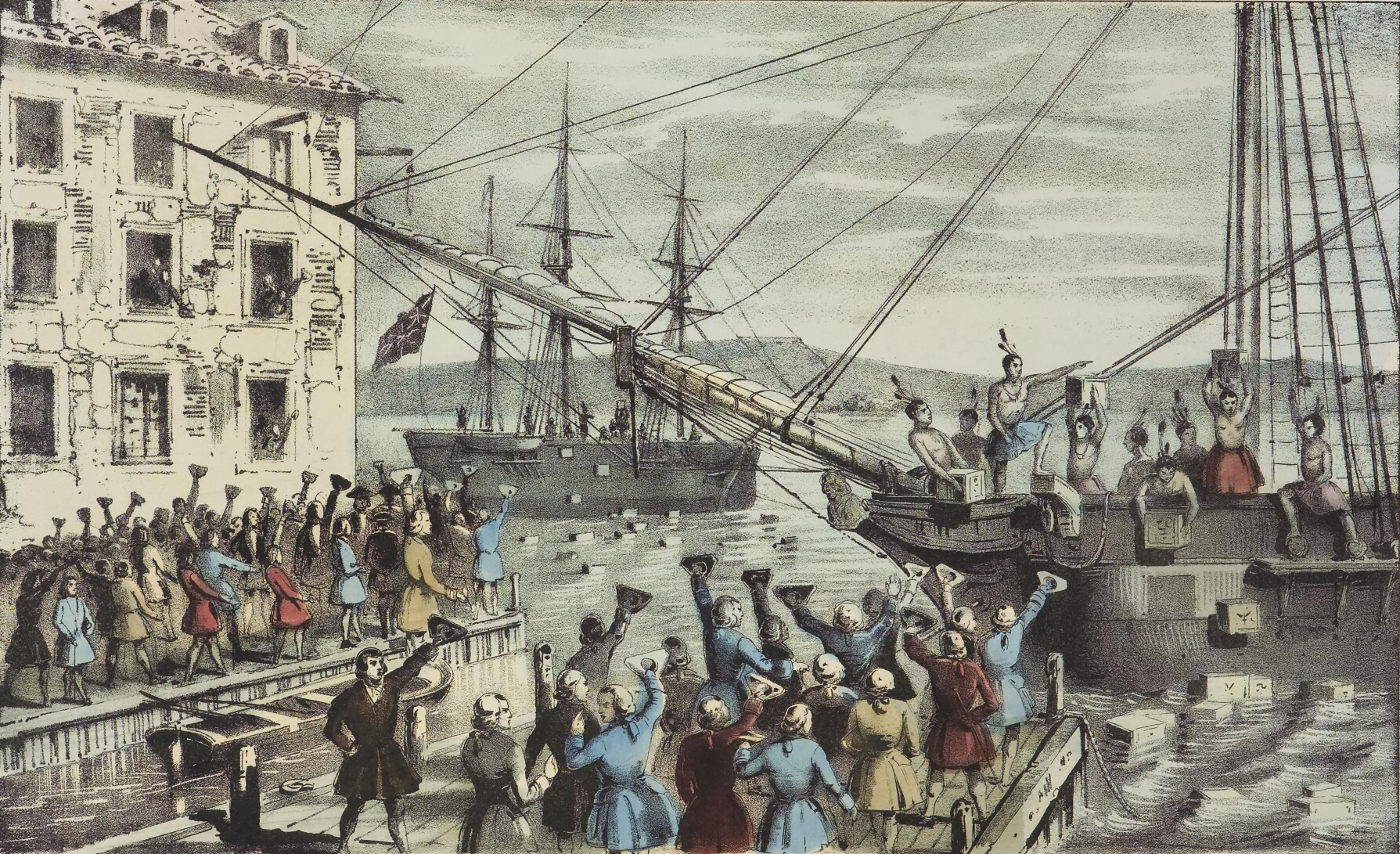
Il celebre Boston Tea Party, qui rappresentato in una litografia del 1846 di Nathaniel Currier.

Il Chestertown Tea Party fu un atto di protesta contro le imposte indirette britanniche, che secondo le leggende locali  si svolse nel maggio del 1774 a Chestertown, nel Maryland, in risposta al Tea Act britannico. La tradizione vuole che, seguendo l'esempio del più famoso Boston Tea Party, i patrioti coloniali salirono a bordo del brigantino Geddes in pieno giorno e gettarono il suo carico di tè nel fiume Chester. L'evento viene celebrato ogni fine settimana del Memorial Day con un festival e una rievocazione storica chiamata Chestertown Tea Party Festival.

## Eventi a Chestertown
Nella primavera del 1774, quando la notizia della chiusura del porto di Boston raggiunse Chester Town (oggi Chestertown), un porto della Baia di Chesapeake sulla costa orientale del Maryland, i leader della città convocarono un'assemblea per discutere le azioni da intraprendere. Il gruppo locale dei Sons of Liberty presentò coraggiosamente una lista di lamentele, poi note come "Chestertown Resolves". Queste stabilirono che acquistare, vendere o bere tè importato dall'Inghilterra divenne illegale.
Poco dopo la pubblicazione delle risoluzioni, giunse ai cittadini la notizia che una nave nel porto locale, il brigantino "Geddes", era arrivata con un carico di tè. Secondo la tradizione, il 23 maggio 1774, un piccolo gruppo di uomini (a differenza dei loro fratelli del New England, in pieno giorno e senza travestirsi da indiani) salì con la forza a bordo della nave e gettò il suo carico nel fiume Chester.
Le risoluzioni sono storicamente documentate dalla Maryland Gazette, ma per quanto riguarda la gettata in mare del carico di tè, non esistono prove contemporanee; la prima testimonianza scritta risale alla fine del XIX secolo. Nonostante ciò, il "Chestertown Tea Party" rimane un elemento importante della tradizione locale e un'importante fonte di identità cittadina.